# Prisma di Weld-Blundell
Il prisma di Weld-Blundell ("WB", datato 1800 a.C.) è una stele prismatica verticale di argilla, ricoperta da iscrizioni cuneiformi e conservata all'Ashmolean Museum. Il prisma è stato trovato in una spedizione del 1922 a Larsa, nell'odierno Iraq, dall'archeologo britannico Herbert Weld Blundell. I quattro lati, che misurano circa 20 cm di altezza per 9 cm di larghezza, portano iscritto in lingua sumera un testo diviso su due colonne recante elenchi di re: si tratta della Lista reale sumerica. Il testo sul prisma di Weld-Blundell è considerato il più completo degli elenchi dei re sumeri trovati fino al 2016, di cui sono noti circa 25 frammenti più o meno completi.

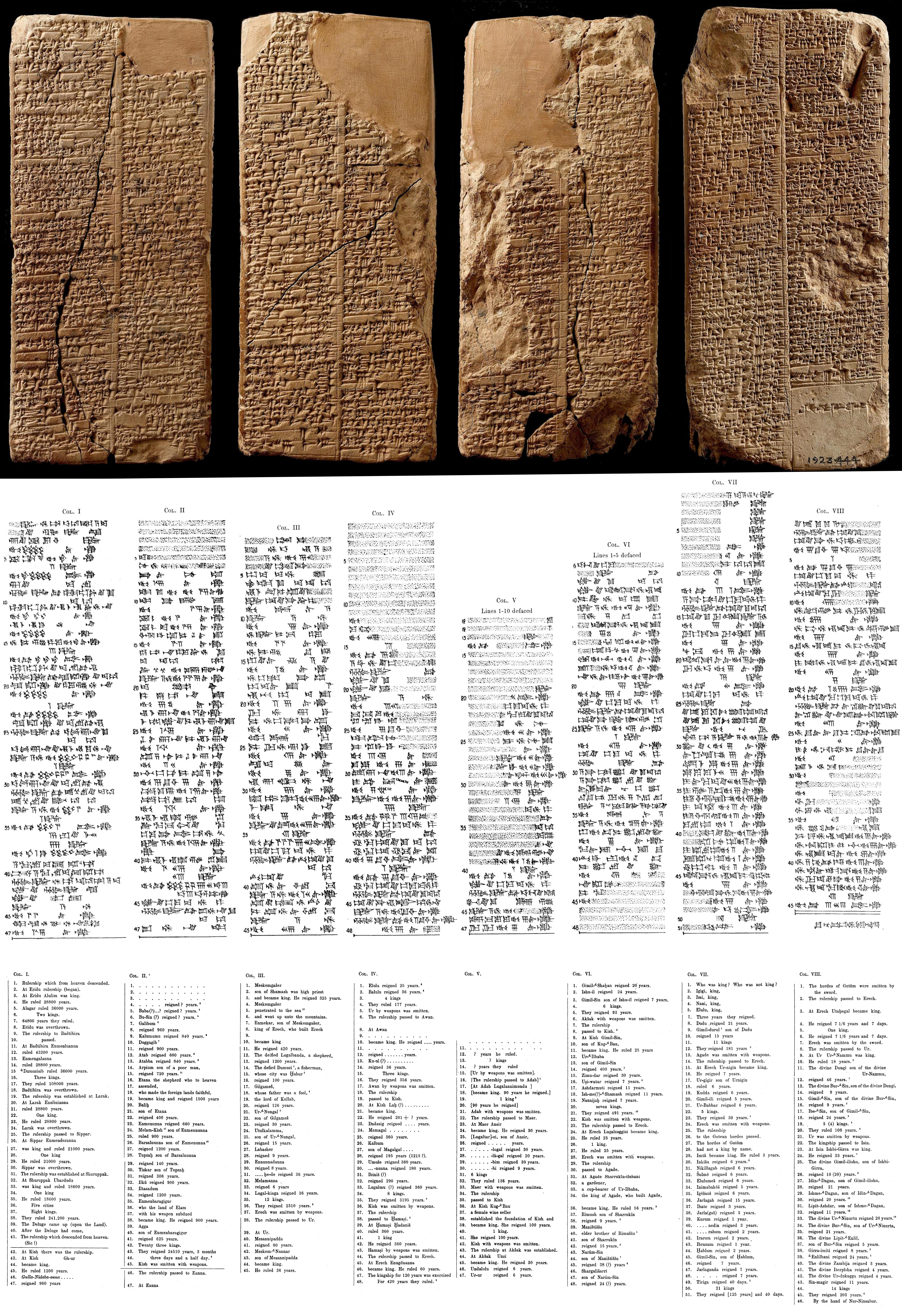
Il prisma di Weld-Blundell, con la trascrizione (sopra) e la traduzione del testo realizzata da Stephen Herbert Langdon (sotto).

L'elenco inizia con i sovrani antidiluviani e termina con Sin-magir della I dinastia di Isin, il cui regno va dal 1827 al 1817 a.C. secondo la cronologia media. L'elenco è stato quindi probabilmente scritto nell'ultimo anno di regno di Sin-magir, o immediatamente dopo. A molti re, in particolare a quelli antidiluviani, vengono attribuiti regni incredibilmente lunghi (contati in sars e nerah), per cui molti studiosi considerano il prisma più un'opera letteraria che storica.
Questo testo, del periodo antico babilonese della dinastia Isin (ca. 1827–1817 a.C.), è iscritto in un tradizionale cuneiforme sumero.